# Instituto Brianda de Mendoza
El IES Brianda de Mendoza es un instituto de Educación Secundaria Obligatoria, Bachillerato y Formación Profesional de Guadalajara (España). Es dependiente de la Consejería de Educación de la Junta de Comunidades de Castilla-La Mancha.
Fue fundado en 1837 con los fondos de la desaparecida Universidad de San Antonio de Porta Coeli de Sigüenza y pasa por ser el instituto de educación secundaria más antiguo de España. Recibe el nombre de Brianda de Mendoza, antigua propietaria del convento de la Piedad donde estuvo ubicado el instituto hasta 1972.

## Historia
El Instituto de Segunda Enseñanza de Guadalajara se inauguró el 30 de noviembre de 1837 con un discurso de Pedro Gómez de la Serna, jefe político de la provincia de Guadalajara, en el desamortizado convento de San Juan de Dios. Era uno de los primeros centros educativos de estas características que se abrían en la nueva España liberal. Nació con una reducida plantilla, sólo seis profesores bajo la dirección de Dionisio Hermosilla, que atendían a una menguada lista de alumnos, catorce en un primer momento. La escasa matrícula fue su principal problema durante los primeros años, y finalmente, el régimen moderado de Ramón María Narváez lo clausuró mediante un Real Decreto el 4 de septiembre de 1850.
Con el retorno de los progresistas al poder, el instituto volvió a abrir sus puertas; de forma provisional en noviembre de 1855 y con carácter definitivo desde el 31 de enero de 1857, celebrándose solemnemente la reapertura del centro el 16 de septiembre de 1858 con un discurso de su catedrático de Matemáticas, Zacarías Acosta Lozano, siendo director el presbítero Manuel Mamerto de las Heras.
Las necesidades materiales del instituto, dictadas por el aumento de su matrícula y la apertura de gabinetes y laboratorios, hizo conveniente su traslado al convento de la Piedad, también desamortizado, donde Brianda de Mendoza había establecido un colegio de doncellas. Allí convivió con la Diputación Provincial de Guadalajara, primero, hasta que en 1882 se inauguró el palacio de la Diputación llevándose los fondos del museo provincial, y con la cárcel, después, que también se trasladó a su propio edificio. La biblioteca pública de Guadalajara siguió compartiendo sus instalaciones con el instituto y a partir del año 1864 se integraron, ejerciendo los catedráticos del centro educativo como bibliotecarios. 
En 1902 se acometieron importantes reformas en el edificio, dirigidas por el arquitecto Ricardo Velázquez Bosco.
Cerrado en el curso 1936-1937, siguió impartiendo clase durante la Guerra Civil, celebrando el centenario de su fundación.

### Nuevo edificio
En 1972 el Instituto se mudó a un nuevo edificio, a las afueras de la localidad, y la biblioteca se instaló en las salas remozadas del palacio del Infantado. En 1978 se abrió un segundo instituto de bachillerato, el Buero Vallejo, dejando de ser el instituto Brianda de Mendoza el único de la provincia.

## Profesores ilustres
Durante sus más de 150 años de existencia han pasado por el instituto prestigiosos profesores como José Julio de la Fuente, Tomás Escriche Mieg, Hermenegildo Giner de los Ríos, Francisco Fernández Iparraguirre, Manuel Sanz Benito, Hilarión Guerra Preciado, José Rogerio Sánchez García, Juan Dantín Cereceda, Segundo Sabio del Valle, Gabriel María Vergara Martín, Jorge Moya de la Torre, Marcelino Martín González del Arco y Fernando Borlán.